# Americanismo (estudio)
El americanismo, entendido como americanística, engloba el conjunto multidisciplinario de estudios (incluye historia, geografía, antropología, lingüística, etnografía, sociedad, cultura, arte, etcétera) cuyo objeto es América. Se denomina «americanista» al especialista en temas relacionados con el continente americano.

## Clarificación terminológica
El vocablo puede presentarse a confusión porque «americanismo» es una palabra de múltiples significados. Muy habitualmente, el término «americanismo» se utiliza para referirse a palabras originarias de las lenguas indígenas americanas, adoptadas por otros idiomas, como «maíz» o «chocolate» (véase Americanismo (lingüística)). También existe el concepto de «panamericanismo», referido a los procesos de unidad de los países y culturas de América.

## Historia de la disciplina
Los primeros americanistas, en el sentido de este artículo, fueron los propios descubridores y cronistas de Indias desde el momento en que tomaron conciencia de la entidad del Nuevo Mundo (el mismo Colón, sin embargo, murió creyendo haber llegado a Asia), sin demérito de las fuentes prehispánicas que, desde perspectivas totalmente distintas, pueden rastrearse desde mucho antes.
Fue a finales del siglo XIX cuando se acuñó el término «americanismo», al fundarse en Francia en 1895 la Société des Américanistes. En sus inicios esta asociación definió el americanismo de forma muy estrecha, limitándolo al estudio de América hasta 1492 solamente.
Uno de los pioneros fue Ermanno Stradelli, italiano de nacimiento, quien fue a las selvas brasileñas a estudiar las culturas que habitaban en ellas y colaboró en la divulgación del mito de Yuruparí, extendido por casi toda Suramérica, publicando una traducción al italiano de la versión entregada a él por el indígena Maximiano José Roberto.
En el siglo XX, el antropólogo Theodore Koch-Grünberg y Stephen Hugh-Jones llevaron a cabo sendas expediciones por las selvas amazónicas. Gerardo Reichel-Dolmatoff dedicó toda una vida a la convivencia, al análisis, a la comprensión de diversas culturas prehispánicas colombianas. Pero en otros campos del conocimiento, este camino se hace un poco más lento. Los  han tardado bastante en desaparecer de la cosmovisión de los latinoamericanos. 
Un grupo de investigadores criollos comenzaron a a tumbar los preconceptos raciales y culturales eurocéntricos del momento. Personajes como Baldomero Sanín Cano (precursor), Germán Arciniegas, Arturo Uslar Pietri, Carlos Pellicer, entre otros, desde los años 20 del siglo XX comienzan a cuestionarse sobre el ser americano y sobre el valor que tuvo el encuentro entre dos culturas, diferentes pero no por ello jerarquizables, para el desarrollo del mundo, de las artes, de las ciencias. Esta perspectiva fue adoptada también por europeos como Stefan Zweig.

## Lingüística americanista
El estudio moderno de los idiomas americanos representa una parte importante de la americanística. Algunos americanistas que se destacaron por el estudio de las lenguas indígenas de América fueron Brinton, A. S. Gatschet, Boas y Powell a finales del siglo XIX. A principios de siglo XX destacaron Dixon, A. Kroeber, J. R. Swanton, Harrington y E. Sapir. Hacia mediados de siglo algunas figuras destacadas fueron M. Swadesh, Mary R. Haas, M. Krauss, Weitlaner, Newman, Shipley o Hamp. Y en la última mitad del siglo XX Jorge Suárez, L. Campbell, T. Kaufman o A. Rodrigues, Dixon, Alexandra Y. Aikhenvald, Alfredo Torero, José Carlos Castañeda, Willem Adelaar o Peter Muysken.